# اچ‌ام‌اس آلتهام (ام۲۶۰۲)
اچ‌ام‌اس آلتهام (ام۲۶۰۲) (به انگلیسی: HMS Altham (M2602)) یک کشتی بود که طول آن ۱۰۰ فوت (۳۰ متر) بود. این کشتی در سال ۱۹۵۲ ساخته شد.